# Blackburnium triceratops
Blackburnium triceratops är en skalbaggsart som beskrevs av Henry Fuller Howden 1979. Blackburnium triceratops ingår i släktet Blackburnium och familjen Bolboceratidae. Inga underarter finns listade.